# Barmer Teich

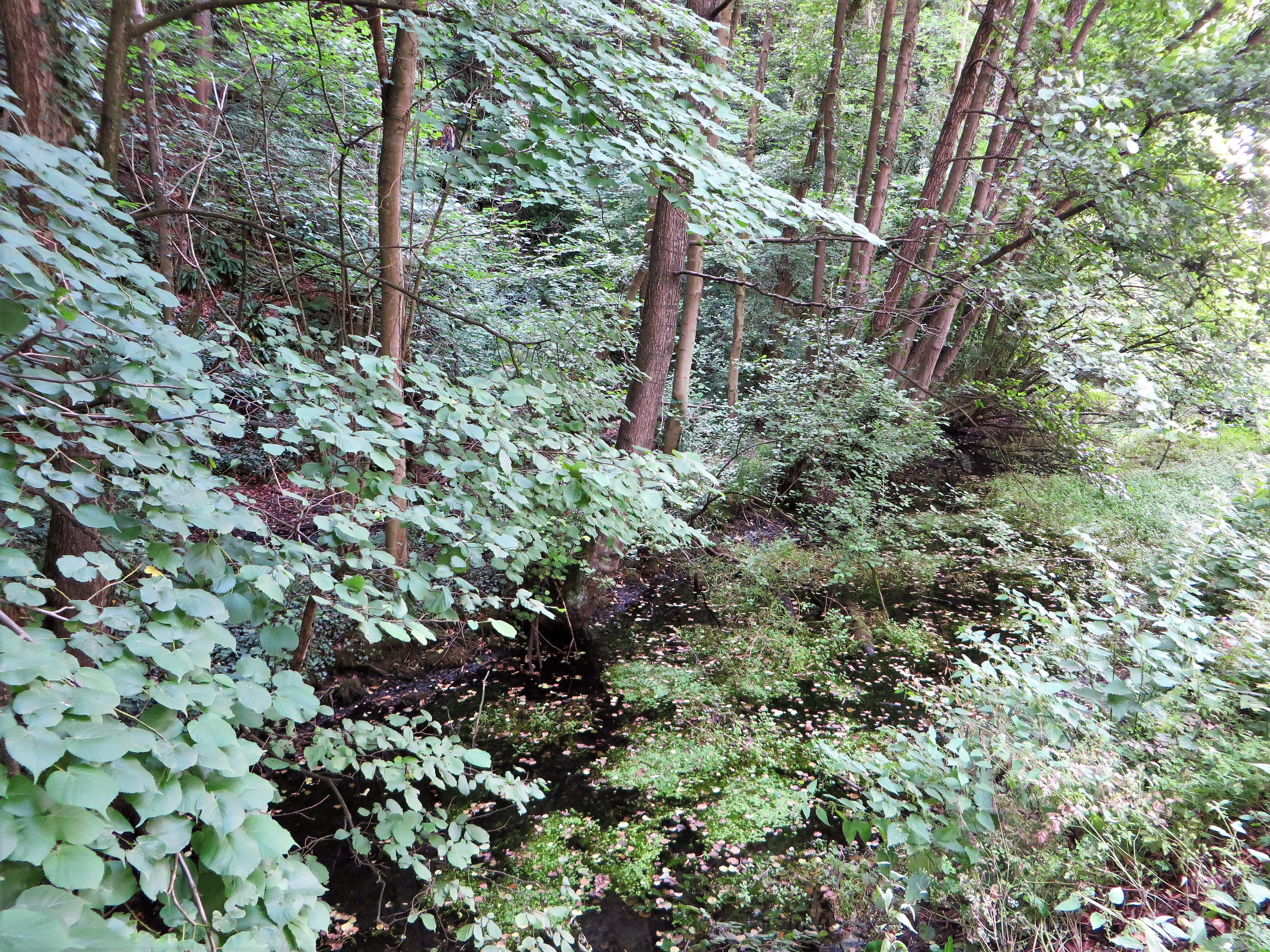
Barmer Teich

Der Barmer Teich ist ein stehendes Gewässer an der Bundesstraße 7 unterhalb des Weißensteins im Hagener Stadtteil Holthausen in Nordrhein-Westfalen. Es handelt sich um eine Karstquelle, das Wasser stammt aus einem natürlichen Siphon.

## Geografie
Der Barmer Teich ist einer der wenigen verkarsteten Quellteiche in Europa und die einzige Vauclusequelle in Westfalen. Gespeist wird diese Karstquelle durch  Bäche, die von Süden kommend auf den Karst treffen und dort in den Untergrund abfließen (Bachschwinde). Sein Quellteich wird heute von der Bundesstraße und der Eisenbahnstrecke in mehrere Teile zerschnitten und ist teilweise künstlich aufgestaut. In dieser Quelle tritt das Wasser des Milchenbaches und des Holthauser Baches, das oberhalb von Holthausen versickert ist, wieder zu Tage. Dies konnte durch Markierungsversuche belegt werden, bei denen das Bachwasser mit Farbstoff angereichert wurde, das dann im Barmer Teich und einigen kleineren Quellen in der Umgebung wieder auftauchte.
Direkt am Fuße des ca. 70 Meter aufragenden Massenkalkkegels „Weißenstein“, mit der archäologisch bedeutenden Blätterhöhle, befindet sich dieser bemerkenswerte Teich, mit seinen artenreichen Wasser- und Uferpflanzengesellschaften als Laichgewässer für Amphibien, wie z. B. Erdkröte, Teichmolch, Alpenstrudelwurm und Quellschnecke. Der Barmer Teich ist Teil des Naturschutzgebietes „Mastberg und Weißenstein“.
Der Teich liegt im Einzugsbereich der Sümpfung des nahegelegenen Steinbruchs Donnerkuhle. Um den Wasserspiegel des Teiches zu erhalten, wurde deshalb in der Nähe ein Brunnen eingerichtet, durch den Frischwasser in den Barmer Teich eingeleitet wird.